# Pelurga comitata
Pour les articles homonymes, voir Phalène.
Espèce
Pelurga comitata, la Cidarie accompagnée ou Phalène de la patte-d'oie, est une espèce de lépidoptères (papillons) de la famille des Geometridae, de la sous-famille des Larentiinae.